# Misery Business
Misery Business är den första singeln från den amerikanska rockgruppen Paramores andra album, RIOT!. 

## Musikvideo
Musikvideon till låten är inspelad på Reseda High School i Reseda, Kalifornien, den 21 december 2006. Den var den tredje av Paramores musikvideor som regisserades av Shane Drake, efter  Pressure och Emergency, och nominerades till "bästa video" på Kerrang! Awards 2007, men förlorade till förmån för musikvideon till singeln This Ain't a Scene, It's an Arms Race av Fall Out Boy.
Videon börjar med att bandet spelar låten i ett rum med ordet ”RIOT!” i bakgrunden, en association till albumets namn, och växlar sedan till att visa scener från skolan, där en tjej spelad av Amy Paffrath gör entré genom att knuffa undan cheerleaders och sedan fortsätter med att bete sig allmänt illa mot andra elever. Hon klipper bland annat av en annan tjej hennes fläta och visar upp den för henne, knuffar in en pojke med en skadad arm i en vägg och går fram till ett par som är kära i varandra och knuffar undan tjejen och börjar kyssa killen. Videon avslutas med att Hayley och resten av bandet kommer ut från ett klassrum och konfronterar tjejen korridoren. Hayley drar ut falska kuddar ur behån på tjejen och torkar sedan bort sminket. Bandet avslutar sedan låten.

## Övrigt
Låten finns med på spellistan till Guitar Hero World Tour och i spelet NHL 09.